# Váncsod, Hajdú-Bihar
Váncsod  este un sat în districtul Berettyóújfalu, județul Hajdú-Bihar, Ungaria, având o populație de 1.258 de locuitori (2011). 

## Demografie
Componența etnică a satului Váncsod
     Maghiari (93,56%)
     Români (3,35%)
     Romi (3,08%)
Componența confesională a satului Váncsod
     Reformați (63,35%)
     Fără religie (9,06%)
     Romano-catolici (3,34%)
     Necunoscută (22,73%)
     Alte religii (1,99%)
Conform recensământului din 2011, satul Váncsod avea 1.258 de locuitori. Din punct de vedere etnic, majoritatea locuitorilor (93,56%) erau maghiari, existând și minorități de români (3,35%) și romi (3,08%).  Din punct de vedere confesional, majoritatea locuitorilor (63,35%) erau reformați, existând și minorități de persoane fără religie (9,06%) și romano-catolici (3,34%). Pentru 22,73% din locuitori nu este cunoscută apartenența confesională.